# Antonio Di Bisceglie
Antonio Di Bisceglie (Sala Consilina, 10 giugno 1952) è un politico italiano.

## Biografia
Laureato in filosofia, è insegnante. Già consigliere comunale a San Vito al Tagliamento per il PCI, è poi stato eletto deputato nella XIII legislatura (1996-2001) per la IX Circoscrizione del Friuli Venezia Giulia con il PDS, confluendo poi nei Democratici di Sinistra per l'Ulivo.
Dopo essere stato assessore comunale dal 2006 per il PD e aver ricoperto per quattro mesi il ruolo di consigliere regionale del Friuli-Venezia Giulia (dal dicembre 2007 all'aprile 2008), dal 2011 al 2021 è stato sindaco di San Vito al Tagliamento; dal 2014 al 2016 ha ricoperto anche la carica di consigliere provinciale a Pordenone.